# Dactylochelifer amurensis
Dactylochelifer amurensis es una especie de arácnido del orden Pseudoscorpionida de la familia Cheliferidae.

## Distribución geográfica
Se encuentra en Rusia.